# Будьонновський район (Ставропольський край)
Будьо́нновський райо́н (рос. Будённовский район) — адміністративна одиниця Росії, Ставропольський край. До складу району входять 8 сільських поселень.